# Tylopilus
Tylopilus P. Karst. (goryczak) – rodzaj grzybów z rodziny borowikowatych (Boletaceae). W Polsce występuje 1 gatunek, a na świecie około 130 gatunków o potwierdzonym statusie.

## Systematyka i nazewnictwo
Pozycja w klasyfikacji według Index Fungorum: Tylopilus, Boletaceae, Boletales, Agaricomycetidae, Agaricomycetes, Agaricomycotina, Basidiomycota, Fungi.
Synonimy naukowe: Leucogyroporus Snell, Phaeoporus Bataille, Porphyrellus E.-J. Gilbert, Rhodobolites Beck, Rhodoporus Quél. ex Bataille.
Polską nazwę podał Krzysztof Kluk, do piśmiennictwa mykologicznego wprowadził F. Błoński w 1888 r.

## Charakterystyka
Grzyby kapeluszowe o dużych lub średnich owocnikach. Kapelusz matowy, w czasie wilgotnej pogody lepki. Rurki oraz pory po uszkodzeniu zmieniają kolor na szaroróżowawy.

## Niektóre gatunki
- Tylopilus balloui (Peck) Singer 1947
- Tylopilus brunneus (McNabb) Wolfe 1980
- Tylopilus felleus (Bull.) P. Karst. 1881 – goryczak żółciowy
- Tylopilus formosus G. Stev. 1962
- Tylopilus nigricans (Pat. & C.F. Baker) Singer 1947

Nazwy naukowe na podstawie Index Fungorum. Obejmuje on wszystkie gatunki występujące w Polsce i niektóre inne. Uwzględniono tylko gatunki zweryfikowane o potwierdzonym statusie. Nazwy polskie według Władysława Wojewody.